# Bo Tarras-Wahlberg
Bo Arvid Tarras-Wahlberg, född 29 maj 1871 i Uppsala församling Uppsala län, död 18 november 1941 i Ängelholms församling, Kristianstads län, var en svensk militär (överste).

## Biografi
Tarras-Wahlberg blev volontär vid Första Svea artilleriregemente 1889 och avlade studentexamen i Uppsala 1890. Tarras-Wahlberg blev underlöjtnant vid Första Svea artilleriregemente 1892, löjtnant 1896 och löjtnant vid generalstaben 1902. Han blev kapten vid generalstaben 1904 och vid Svea artilleriregemente (A 1) 1905. Tarras-Wahlberg var adjutant hos kronprinsen 1906 och stabschef vid kommendantskapet i Boden 1907–1909.
Tarras-Wahlberg blev kapten vid Svea artilleriregemente (A 1) 1909, kapten vid generalstaben 1912 och major 1912. Tarras-Wahlberg var därefter ställföreträdande chef för II. arméfördelningen 1912–1916. Han var överstelöjtnant och chef för Gotlands artillerikår 1915–1919, blev överste i armén och var tillförordnad chef för Wendes artilleriregemente (A 3) 1919. Tarras-Wahlberg var chef för Smålands artilleriregemente (A 6) 1922 och blev överste på övergångsstat vid Västra arméfördelningen 1928.
Tarras-Wahlberg var ledamot av Kungliga Krigsvetenskapsakademien. Tarras-Wahlberg är begravd på Ängelholms kyrkogård.
Tarras-Wahlberg var son till docenten och vice häradshövdingen Casper Johan Wahlberg och Sophia Levina Augusta Tarras Virgin. Han gifte sig första gången 10 november 1895 med Astrid Emilia Augusta Carolina Roth, född 25 oktober 1875 i Grangärde församling, Kopparbergs län, död 23 december 1962 i Engelbrekts församling, Stockholm, dotter till bruksägaren Ehrenfried Roth och friherrinnan Caroline von Knorring. I äktenskapet föddes bland andra barn sonen Stig Tarras-Wahlberg. De skilde sig 1921. Tarras-Wahlberg gifte sig andra gången 16 augusti 1921 med Anna Margaretha (Greta) Mörner, född 12 september 1893 i Malmö garnisonsförsamling, död 30 juli 1951 i Lund, dotter till ryttmästaren Olof Stellan Mörner och Agnes Dickson.

## Utmärkelser
Tarras-Wahlbergs utmärkelser:
- Konung Oscar II:s och Drottning Sofias guldbröllopsminnestecken (OIISGbmt)
- Minnestecken med anledning av kronprins Gustafs och kronprinsessan Victorias silverbröllop (GVSbm)
- Kommendör av 1. klass av Svärdsorden (KSO1kl)[12]
- Riddare av Vasaorden (RVO)
- Kommendör av 2. graden av Danska Dannebrogsorden (KDDO2gr)
- Riddare av 2. klass av Ryska Sankt Stanislaus-orden (RRS:tStO2kl)
- Kommendör av 2. klass av Hertigliga Sachsen-Ernestinska husorden (KSEO2kl)
- 3. klass av Siamesiska orden Vita Elefanten (SiamVEO3kl)
- Officer av Italienska Sankt Mauritius och Sankt Lazarusorden (OffItS:tMLO)
- Riddare av 1. klass av Badiska Zähringer Löwenorden (RBadZLO1kl)
- Riddare av Franska Hederslegionen (RFrHL)
- Riddare av Oldenburgska Hus- och förtjänstorden (ROldHFO)
- 4. klass av Osmanska rikets Meschidie-orden (TMO4kl)